# Vargøy
Die Vargøy ist ein ehemals norwegischer Katamaran. Das Schiff, das ab 2009 als Conkbayiri unter türkischer Flagge im Einsatz war, gehört zum Typ „FlyingCat 40“, der von der norwegischen Werft Kværner Fjellstrand in unterschiedlicher Ausstattung und mit teilweise abweichenden Daten gebaut wurde.

## Geschichte
Das Schiff wurde unter der Baunummer 1623 auf der Werft Kværner Fjellstrand in Omastrand für die Reederei Finnmark Fylkesrederi og Ruteselskap in Hammerfest gebaut. Die Kiellegung fand am 8. Dezember 1993, der Stapellauf am 1. Juni 1994 statt. Die Fertigstellung erfolgte am 14. Juni 1994. Das Schiff wurde zunächst im Fährverkehr ab Hammerfest eingesetzt.
Im Sommer 1997 sowie in den Folgejahren von April bis Oktober wurde das Schiff von der Reederei Speedways Fast Ferries zwischen Hamburg und Helgoland eingesetzt. In den Wintermonaten lag es in Norwegen auf. Das Schiff war der erste Katamaran, der im täglichen Linienverkehr nach Helgoland eingesetzt wurde.
Speedways Fast Ferries setzte die Vargøy 2003 nicht erneut ein, nachdem die Förde Reederei Seetouristik im Mai 2003 den zuvor eingesetzten Katamaran Hanse Jet II – ebenfalls ein Katamaran des Typs „FlyingCat 40“ – durch den deutlich größeren Neubau Halunder Jet ersetzt hatte. Die Halunder Jet konnte mehr Passagiere als die beiden FlyingCat-40-Katamarane zusammen befördern, es war aber nicht zu erwarten, dass die Nachfrage für beide Schiffe ausreichend war.
2004 wurde der Katamaran an die Reederei Uri Express Ferry in Südkorea verkauft. Neuer Name des Schiffes wurde Seaplane. 2007 ging das Schiff an Korea Express Ferry. 2008 wurde es an das türkische Unternehmen Gestas Deniz Ulasim Turizm Ticaret verkauft, die es bis 2022 Conkbayiri im Fährverkehr von Çanakkale aus einsetzte. Im Sommer 2022 wurde das Schiff erneut verkauft und in Sea Star Samos umbenannt.

## Technische Daten und Ausstattung
Der Antrieb des Schiffes erfolgt durch zwei Sechzehnzylinder-Viertakt-Dieselmotoren des Herstellers MTU (Typ: 16V396TE74L) mit jeweils 2000 kW Leistung. Die Motoren wirken auf zwei Wasserstrahlantriebe. Die Höchstgeschwindigkeit des Schiffes beträgt rund 34 kn.
Für die Stromerzeugung stehen zwei Dieselgeneratorsätze zur Verfügung, bei denen zwei MTU-Dieselmotoren (Typ: 6R009TE31) mit jeweils 94 kW Leistung zwei Leroy-Somer-Generatoren (Typ: M4418) mit jeweils 101 kVA Scheinleistung antreiben.
Die Passagierkapazität des Schiffes betrug 230 Personen. Außerdem konnten auf dem Achterdeck 12 t Ladung befördert werden. Hierfür stand ein Kran zur Verfügung, der auf der Steuerbordseite angebracht war. Der Kran wurde später entfernt. Gestas Deniz Ulasim Turizm Ticaret vermarktet das Schiff mit einer Passagierkapazität von 299 Personen.